# Ladislav Kochánek
Ladislav Kochánek (17. března 1926 – 2. března 1996 Slaný) byl český publicista a sběratel rekordů a kuriozit. Nasbíral více než třicet tisíc zmínek o českých rekordech.

## Život
Kochánek navštěvoval základní školu i posléze obchodní akademii ve Slaném. Během druhé světové války ovšem musel studium akademie přerušit a po dobu přibližně půldruhého roku pracoval v Klecanech. Po válce pak školu dokončil. Roku 1948 narukoval na základní vojenskou službu a po návratu z vojny začal pracovat v učilišti strojírenského podniku ČKD.
Během zaměstnání pokračoval ve svém koníčku sbírání zajímavostí a kuriozit, se kterým začal již za svých středoškolských studií. Protože v zaměstnání kuriozity sbíral i mezi kolegy, všimli si jeho záliby také Kochánkovi nadřízení a nabídli mu místo v propagaci podniku, kde mohl sesbírané materiály využít. Spolu s kolegou Stanislavem Berkovcem připravovali výstavy a pořady prezentující jejich zaměstnavatele. Roku 1964 například vytvořili projekt Exponata, který zaznamenal úspěch na brněnském Mezinárodním strojírenském veletrhu.
Posléze začal v časopise Mladý svět spolupracovat se spisovatelem Rudolfem Křesťanem, objevoval se i v rozhlase a televizi. Roku 1976 mu vydalo nakladatelství Olympia publikaci nazvanou 1000 československých rekordů. Ta se následně dočkala několika dalších vydání i rozšíření. Když roku 1974 vznikalo v Pelhřimově tamní Muzeum rekordů a kuriozit, věnoval této instituci obří lízátko vyrobené trnavskou firmou Figaro a obuv, kterou nosil největší československý občan toho roku. Spoluzakládal také pelhřimovský Festival rekordů a kuriozit.
Kochánek zemřel roku 1996 ve věku nedožitých sedmdesáti let. O osm let později (2004) mu bylo in memoriam uděleno ocenění za celoživotní práci a současně se stal členem Rekordmanské síně slávy České republiky.

## Rodina
V roce 1950 se Kochánek oženil s manželkou Hanou (* 20. května 1930 v Kvíčku), vyučenou dámskou krejčovou, která ovšem pracovala s dětmi. Působila též na pozici vedoucí dětského domova a vystudovala proto v Brandýse nad Labem Pedagogickou fakultu Univerzity Karlovy. Do manželství se narodila dcera Jitka.

## Dílo
- KOCHÁNEK, Ladislav. 1000 československých rekordů: rekordy, superlativy, kuriozity. 1. vyd. Praha: Olympia, 1976. 187 s.
- KOCHÁNEK, Ladislav. Co člověk dokáže. 1. vyd. Ostrava: Petit, 1991. 119 s. ISBN 80-901230-0-7.
- KOCHÁNEK, Ladislav. Věřte – nevěřte. 1. vyd. Ostrava: Sfinga, 1992. 263 s. ISBN 80-85491-16-8.
- KOCHÁNEK, Ladislav. 444 pražských nej, unikátů a kuriozit. 1. vyd. Praha: Odeon, 1995. 243 s. ISBN 80-207-0448-5.
- KOCHÁNEK, Ladislav. 1000 českých nej… a ještě něco navíc. Ilustrace František Zálabský. 4. upr. vyd. Praha: Albatros, 1996. 108 s. ISBN 80-00-00446-1.